# Azzano d'Asti
Azzano d'Asti (Asan en piemontès) és un municipi situat al territori de la província d'Asti, a la regió del Piemont (Itàlia).
Limita amb els municipis d'Asti i Rocca d'Arazzo.
La vila forma part de l'Associació d'Azzano d'Itàlia, associació entre els municipis i pobles que porten en el seu nom el terme Azzano i que són: Azzano d'Asti, Azzano Desena, Azzano Mella, Azzano San Paolo, Castel d'Azzano i 6 frazione més.